# Umeme FC
El Umeme FC es un equipo de fútbol de Uganda que juega en la Primera División de Jinja, una de las ligas regionales que componen la cuarta división de fútbol en el país.

## Historia
Fue fundado en el año 1972 en la ciudad de Jinja con el nombre Uganda Electricity Borad FC (UEB FC), nombre que utilizaron hasta el año 2004 cuando la empresa propiedad del club cambió su nombre a Umeme, la cual es la empresa nacional de Uganda que se encarga de la distribución de energía al país.
El club ha sido campeón de la Copa de Uganda en una ocasión en la temporada de 1996 luego de vencer al Nile Breweries FC en la final 1-0 en Jinja.
A nivel internacional han disputado tres torneos continentales, donde nunca han superado la segunda ronda.

## Palmarés
- Copa de Uganda: 1

1996

## Participación en competiciones de la CAF
| Temporada | Torneo          | Ronda      | Club              | Casa  | Visita | Global  |
| --------- | --------------- | ---------- | ----------------- | ----- | ------ | ------- |
| 1996      | Copa CAF        | 1          | Kenya Breweries   | 1-0   | 0-2    | 1-2     |
| 1997      | Recopa Africana | Preliminar | Awassa Flour Mill | 3-0   | 2-0    | 5-0     |
| 1997      | Recopa Africana | 1          | RC Bafoussam      | dq1   | dq1    | dq1     |
| 1997      | Recopa Africana | 2          | MC Oran           | 2-0   | 0-3    | 2-3     |
| 1998      | Copa CAF        | 1          | CAPS United       | w.o.2 | w.o.2  | w.o.2   |
| 1998      | Copa CAF        | 2          | DSA Antananarivo  | 3-2   | 0-1    | 3-3 (a) |

1- RC Bafoussam fue descalificado por llegar tarde a jugar el partido de ida.

2- CAPS United abandonó el torneo.